# Bánh hoa hồng trắng

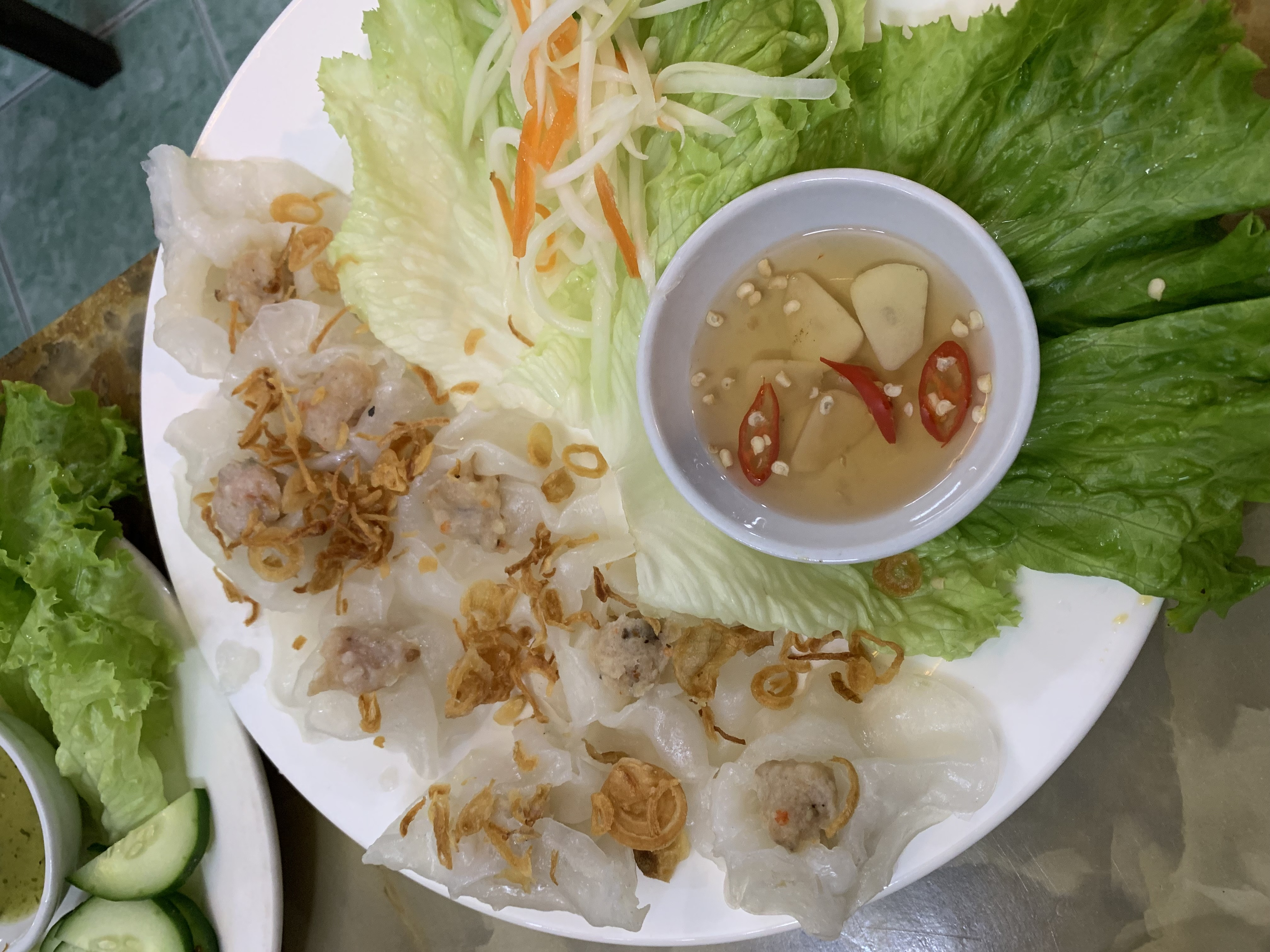
Bánh hoa hồng trắng ở Hội An.

Bánh hoa hồng trắng, còn có tên gọi kép là bánh bao - bánh vạc, là một trong những loại đặc sản nổi tiếng nhất ở phố cổ Hội An. Có nguồn gốc từ há cảo của Trung Hoa, do chính người gốc Hoa đến Hội An sinh sống và lập nghiệp sáng tạo, bánh khi chế biến có tạo hình nhỏ nhắn, sở hữu màu trắng tinh khôi, vì thế nên bánh bao - bánh vạc còn được thực khách ưu ái gọi là hoa hồng trắng.

## Giới thiệu sơ lược
Như tên gọi bánh bao - bánh vạc, một dĩa bánh gồm hai loại, dù cùng làm từ bột gạo, nhưng có hai loại nhân khác nhau và phải ăn cùng nhau với nước chấm riêng biệt mới có thể mang lại cảm giác ngon miệng đặc trưng riêng.

## Cách làm
Nguyên liệu chính là bột gạo, lựa chọn từ loại gạo thơm, chắc hột nhất, được ngâm, rửa thật sạch sao cho không còn vỏ trấu, hột cỏ,... Sau đó đem gạo đã được làm sạch vào nước rồi xay thành bột. Tiếp theo là công đoạn chắt lọc bột với nước mà người dân Hội An hay gọi là "bòng" bột, làm khoảng 15 đến 20 lần cho đến khi bột lắng xuống và phần nước thì trong veo, thì chắt nước ra, nhào bột lại và cho ra một thau sạch.
Phần nhân bánh gồm hai loại. Bánh bao thì sử dụng nguyên liệu chính là tôm được giã kĩ thành chả và dùng các gia vị như hành, tiêu, muối,... đem xào cùng nhau. Bánh vạc cũng sử dụng chả tôm như bánh bao nhưng có thêm thịt heo, nấm mèo, măng tre, hành lá xắt nhỏ,...
Bột sau khi được "bòng" sẽ được nhồi thành khuôn dài, nhào nặn thành cục. Dùng hai ngón tay nhúng vào chén dầu thoa đều vào hai lòng bàn tay rồi sau đó ngắt từng cục bột, dùng ngón tay vê dần cục bột sao cho vỏ bánh thật mỏng và đều rồi lấy ngón tay cái nhấn vào giữa vỏ bánh để tạo khoảng trống nhồi nhân. Nhân được nhồi vào bánh một cách tỉ mỉ, với bánh được nặn to hơn là bánh vạc, còn bánh nhỏ là bánh bao. Sau khi được nặn xong thì bánh được cho vào xửng và chưng cách thủy trên bếp lửa khoảng từ 10 đến 15 phút là có thể thưởng thức ngay.